# 海南香花藤
海南香花藤（学名：Aganosma schlechteriana）是夹竹桃科香花藤属的植物。分布在中国大陆的海南、广西、贵州、四川、云南等地，生长于海拔500米至1,700米的地区，一般生于水沟旁的灌木丛中、山地疏林中、路旁或攀援树上，目前尚未由人工引种栽培。

## 变种
- Aganosma navaillei (Levl.) Tsiang
- Aganosma schlechteriana Levl. var. breviloba Tsiang
- Aganosma schlechteriana Levl. var. leptantha Tsiang